# Brake Bros
Pour les articles homonymes, voir Brake.
Brake Bros est une entreprise de distribution alimentaire britannique qui conçoit et distribue des produits alimentaires frais, surgelés et épicerie pour les professionnels de la restauration commerciale et collective. Elle est n°1 de la distribution alimentaire pour la restauration au Royaume-Uni. Le groupe possède également une filiale en France et en Suède (Menigo).

## Histoire
La société Brake a été créée en 1958 par les frères William, Franck et Peter Brake autour de la distribution de produits de volaille à la restauration.[réf. nécessaire]
En 1992, les frères Brake décident d'étendre leur activité en France. Ils procèdent principalement par croissance externe avec plus de 20 acquisitions.[réf. souhaitée]
En 2002, Brake Bros Ltd est vendu par les frères Brake à Clayton Dubilier & Rice, fonds d'investissement américain,. Puis racheté en 2007 par le fonds d'investissement Bain Capital.
En 2015, Brake Bros achète Davigel, distributeur alimentaire notamment de produits surgelés, au groupe Nestlé.
En 2016, l'entreprise est vendue à Sysco pour 3,1 milliards de dollars.

## Présence
Brake Bros Ltd est présent dans 4 pays : Royaume-Uni, France, Suède, Irlande dans le domaine de la restauration.

### En France
Le siège social de Brake France se trouve à Limonest dans le département du Rhône. 20 ans après sa création, Brake France emploie près de 1900 personnes, livre 43 000 restaurateurs dans toute la France, pour un chiffre d'affaires de 592 millions d'euros .